# 阪急西宮スタジアム
阪急西宮スタジアム（はんきゅうにしのみやスタジアム、Hankyu Nishinomiya Stadium）は、かつて兵庫県西宮市にあった、阪急電鉄（法人としては現在の阪急阪神ホールディングス）が所有していた多目的スタジアム。阪急西宮北口駅前（南東側）にあった。
開場から1991年3月31日までの名称は阪急西宮球場（はんきゅうにしのみやきゅうじょう）。

## 概要
日本初の二階席スタンド（鉄傘付き）と内外野総天然芝のグラウンドを持つ野球場として、シカゴのリグレー・フィールドなど当時のMLBの諸球場を参考に設計された。当初の構想では野球場の入口が西宮北口駅に直結する予定だったが、駅周辺の一部の土地（ほとんどが阪神電気鉄道関連の土地）がどうしても用地買収に応じず、駅からやや南東へ離れた場所に計画変更せざるを得なくなった。1936年12月1日に起工、わずか5ヶ月の突貫工事で完成し、1937年4月30日に竣工、5月1日に開場した。
なお、「大毎フェア・ランド」跡地に建設されたとする説があるが、「大毎フェア・ランド」とは日独防共協定締結を記念して1937年3月25日から5月23日まで西宮北口駅の南部経営地で開催された博覧会のことであり、阪急西宮球場は「大毎フェア・ランド」開催前に起工、開催中に竣工しており、矛盾する。その開催場所は球場から阪急今津線を挟んだ西側（西宮北口駅南西）であり、球場外園として1950年のアメリカ博覧会まで様々な催物が開催された。アメリカ博覧会では球場も会場として使用されている。また球場外園は南側にもありアメリカ博覧会でも使用されており、その後球技場や第二球場が整備されていった。
スタンドは鉄傘付き二階席の他にも、当時としては異例の背付き椅子を備えた内野席、55,000人収容の観覧席の傾斜角度をどこから見ても本塁に合わせるなど工夫され、その後長く「行きよい、見やすい」というキャッチフレーズが使われた。また、浴場など選手用施設、記者室、郵便局、当時では珍しかった男女別トイレ、階段のほかスロープを設けていたなど内部施設も充実しており、広い敷地と併せて開設当時としては最新・最高の設備を備えた球場であった。設計は、当時の阪急関連の建物の多くを担当した阿部美樹志が手掛けている。
プロ野球黎明期の興行の中心となった3球場は阪急西宮球場と、全面に土を敷いた「大運動場」として開場し、その5年後に外野のみ芝を張った「球場」へ改修された阪神甲子園球場と、阪急西宮球場の開場から約4ヶ月後に開場し、二階席スタンド（鉄傘なし）を持った後楽園球場だった。
阪急電鉄が所有していたプロ野球チーム『阪急ブレーブス』の本拠地（フランチャイズ）として阪急の主催試合が開催された。それ以外に、競輪場として競輪開催（「西宮競輪場」で詳述）、アメフトの試合、コンサートなど様々なイベントで使用されており、まさに“多角経営”の先駆けとなった野球場である。
阪急電鉄が球団を譲渡したオリックスがフランチャイズを移転した後の1991年に「多目的スタジアム」であることを標榜し、「阪急西宮スタジアム（はんきゅうにしのみやスタジアム）」へ改称。
1949年までの1リーグ時代は近隣の武庫郡鳴尾村（1951年西宮市へ編入）にある阪神甲子園球場と共に関西のプロ野球興行の中心だったが、1950年の2リーグ分立以後は阪急がパ・リーグ、甲子園を本拠地とする阪神タイガースがセ・リーグとそれぞれ別のリーグに所属したことに加え、フランチャイズの影響もあって、西宮での公式戦は阪急主催のパ・リーグの試合のみが行われる状態が続いた。前述のオリックスのフランチャイズ移転があった1991年に甲子園を夏の高校野球に明け渡した阪神が2リーグ分立から42年目にして初めてセ・リーグの公式戦を行った。なお、1996年にプロ野球の公式戦を最後に行ったのも阪神である（後述）。
その後はアメフトと競輪開催が主となったが、人工芝の劣化によりアメフト開催が減少し、競輪開催も売上減により廃止されたことが追い討ちとなり、球場自体の老朽化と経営難から2002年末をもって閉鎖。2004年9月1日から2005年にかけて取り壊された（「歴史」で詳述）。
跡地には、スタジアム敷地を含めた周辺再開発により、2008年11月に大型複合商業施設「阪急西宮ガーデンズ」が開業した。阪急西宮ガーデンズの本館5階クリスタルガーデンにある「阪急西宮ギャラリー」（キッズスペース併設）にて、アストロビジョン（詳細は後述）を設置した1982年当時の本球場を始めとした西宮北口駅周辺のジオラマ模型のほか、阪急ブレーブスの日本シリーズ優勝記念ペナントやトロフィー、阪急ブレーブス関係者で野球殿堂入りした者の表彰レリーフ（レプリカ）、阪急電車の模型などが併せて展示されている。
閉鎖・解体から長期間が経過したが、付近にある阪急今津南線の入出庫線と兵庫県道606号西宮豊中線が交差する踏切の名称は「球場前踏切道」、さらにその西にある兵庫県道606号西宮豊中線と西宮市道幹38号が交わる交差点の名称は「球場橋」であり、本球場の名残をとどめている。

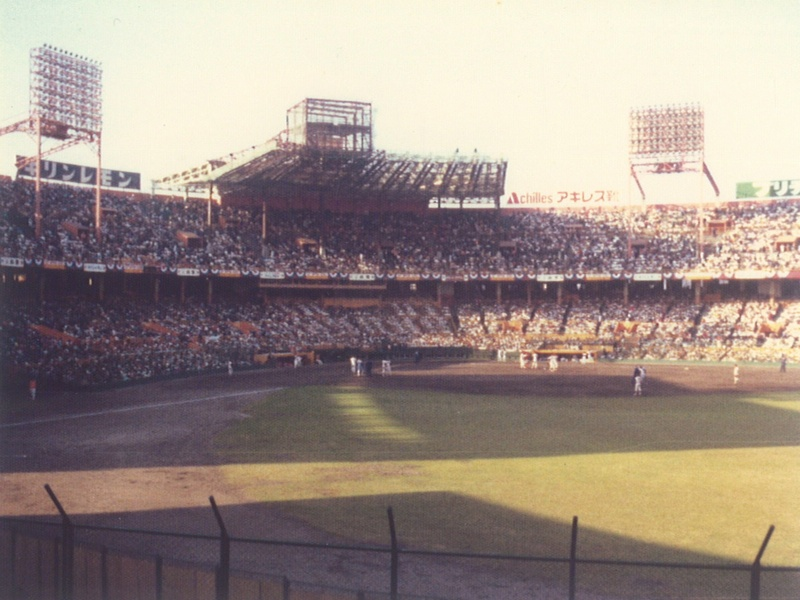
グラウンド
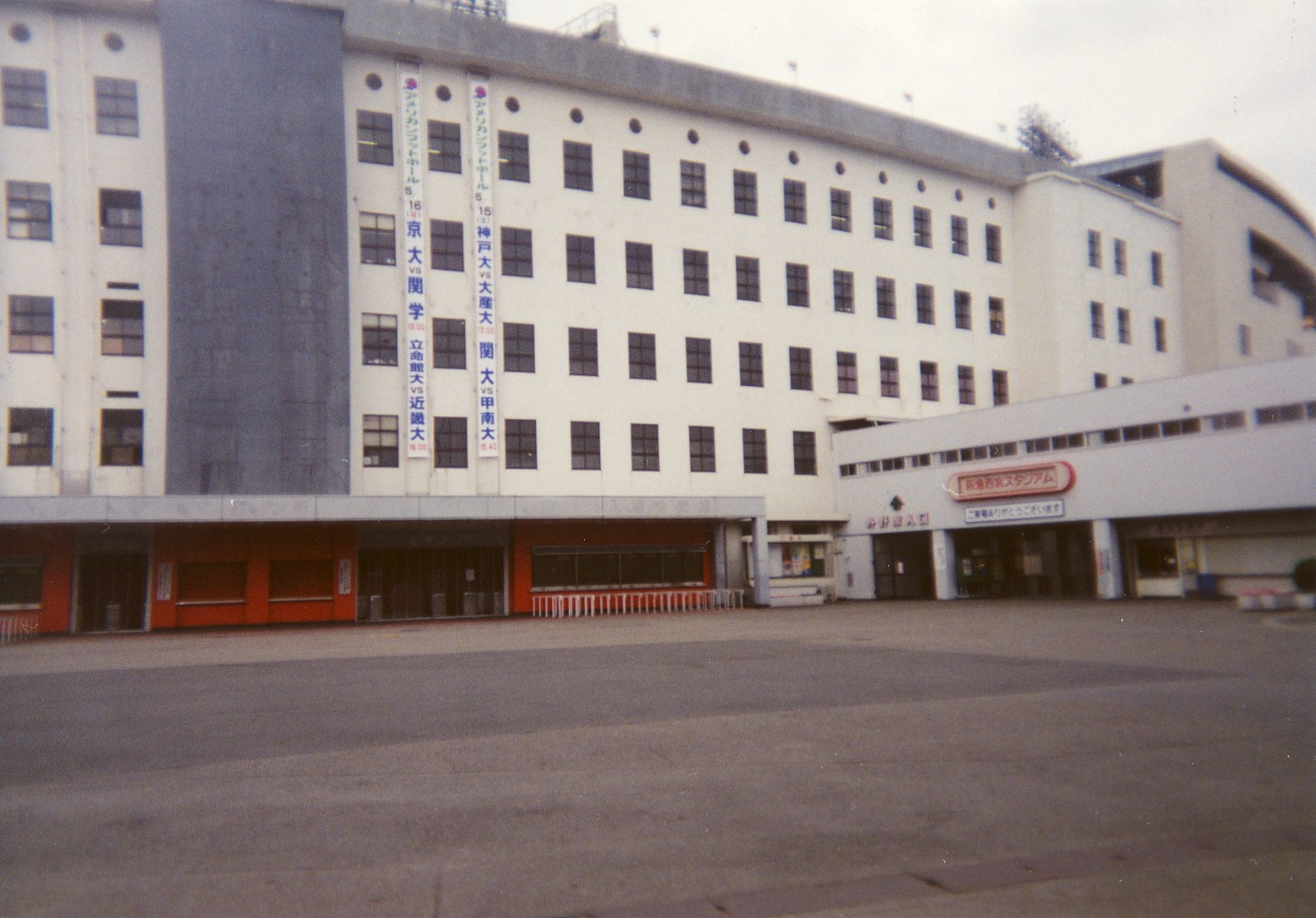
在りし日の正面付近
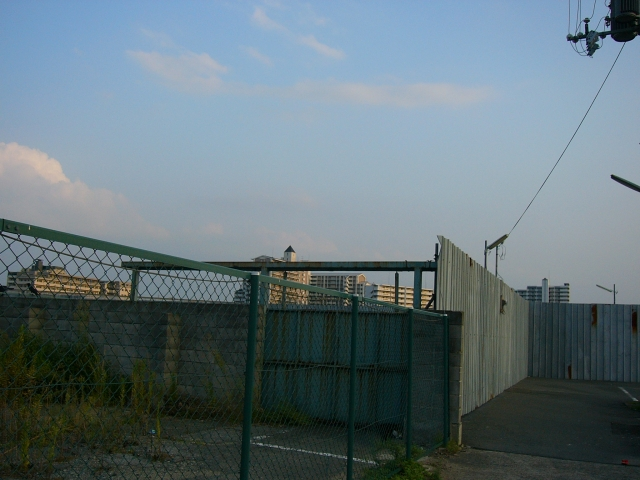
スタジアム解体後（西側より）
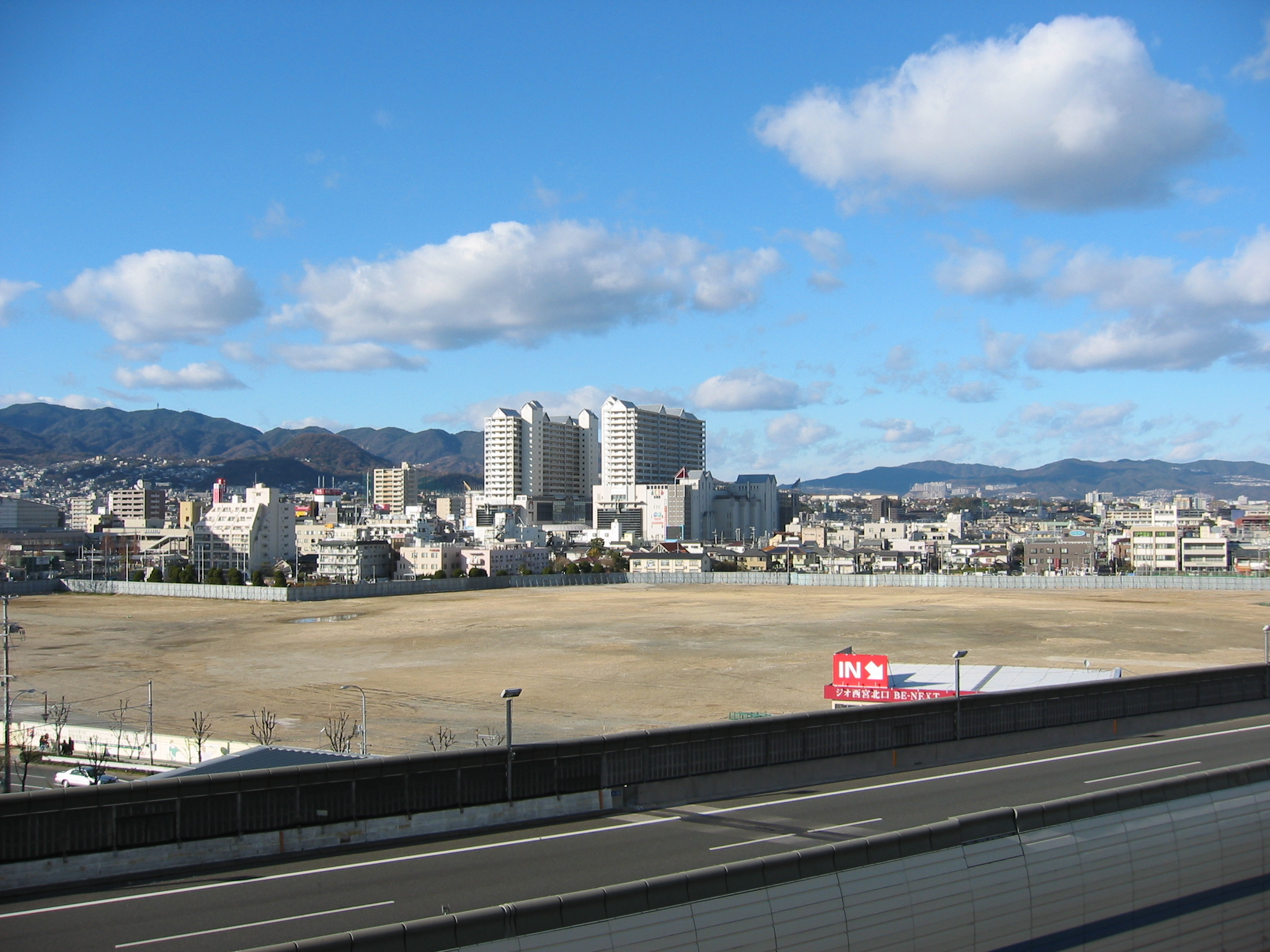
スタジアム解体後（南側より）
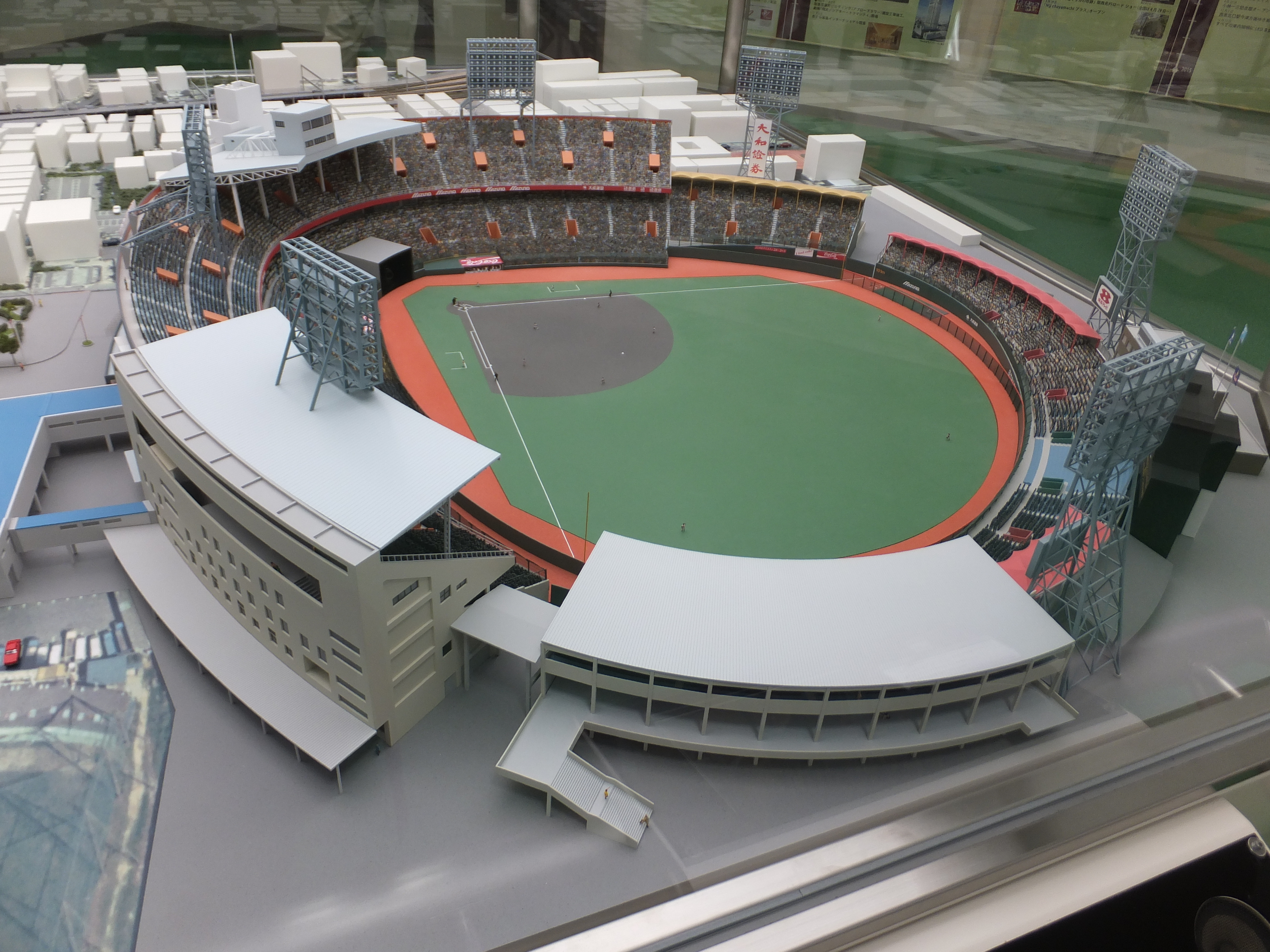
1983年頃の阪急西宮球場を再現した模型（ライト側より）
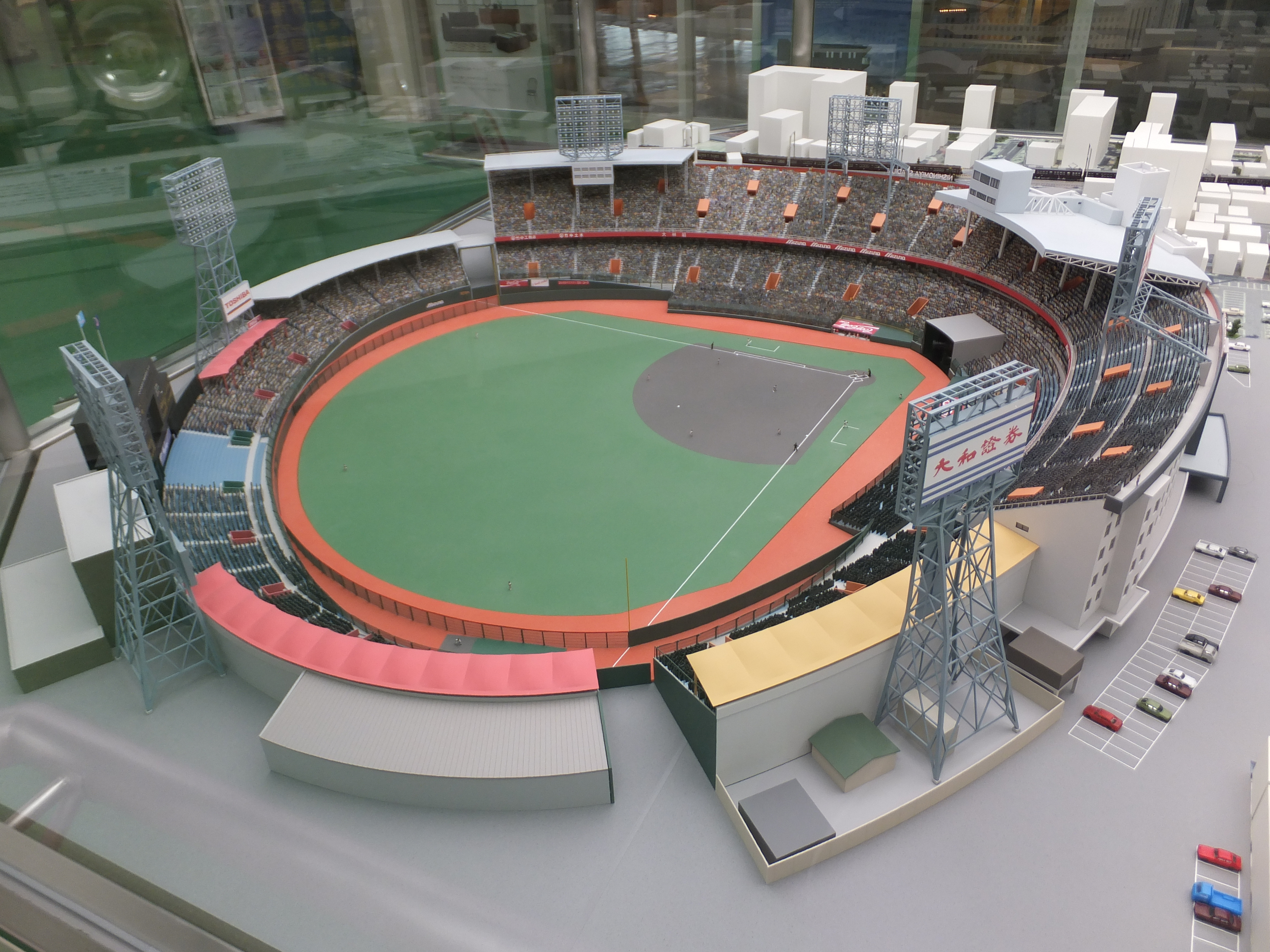
1983年頃の阪急西宮球場を再現した模型（レフト側より）
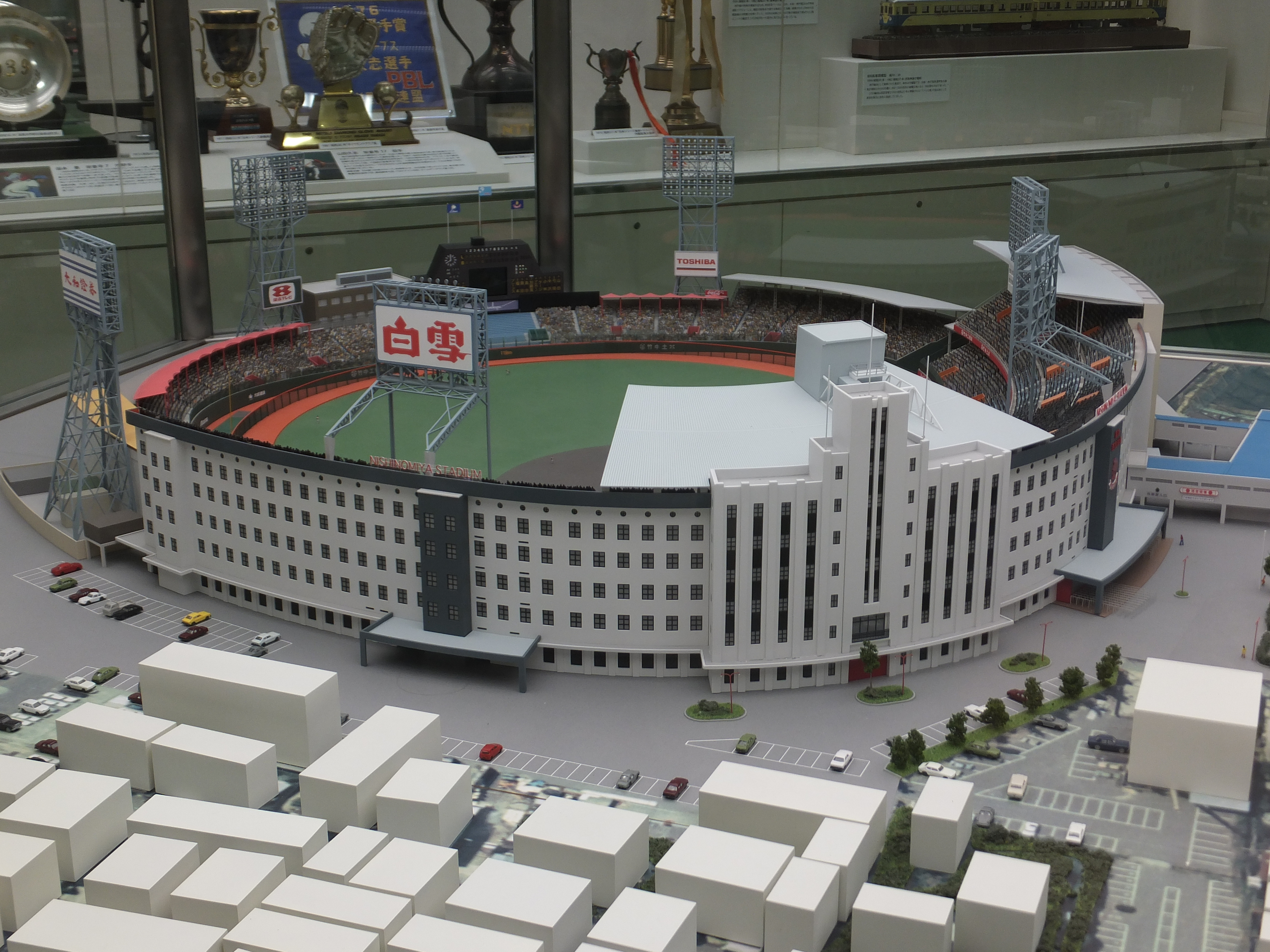
1983年頃の阪急西宮球場を再現した模型（ホームベース側より）

### スコアボード
- 初期の頃は手書きパネル式。当初はボールカウントもボードで表示するタイプだった。18回まで記載することが出来た。1965年に改修を受け外周がオレンジ色となり、ボールカウントもランプ式に改められた。またこの時には中央部分に大型スクリーンが設けられ、プロジェクター形式で写真を表示していたこともあった。
- 1982年に関西の球場としては初となる電光掲示方式（松下通信工業製）を採用。初期のパネル式のスタイルを踏襲し、イニング表示は10回まで、その他に合計得点、ヒット、エラー表示も可能となった。打順の選手名部分はメッセージ表示も可能（ただし一体型ではなく10人分の個別であったため、メッセージを表示すると所々縦の「スジ」が入った形になった）。中央部分には大型映像装置（アストロビジョン）が設けられた。
- その後、競輪機能を強化する名目で競輪用特別観覧席（ガラス張りの屋内施設）を設置することになったため、1998年にバックスクリーンとスコアボードを撤去し、その跡地に競輪用特別観覧席が設けられた。代わりに、競輪の本部棟（下の画像ではスコアボードとレフト側照明塔の間の、リッキーワリコーと書かれた建物）の屋根上に新たに大型映像装置を設置した。スコアボード撤去後も全日本少年硬式野球連盟（ヤングリーグ）などの野球の試合が行われた際には、その大型映像装置をスコアボードの代わりとして利用した（競輪開催時はレース映像やオッズ、払戻金の表示などを行った）。

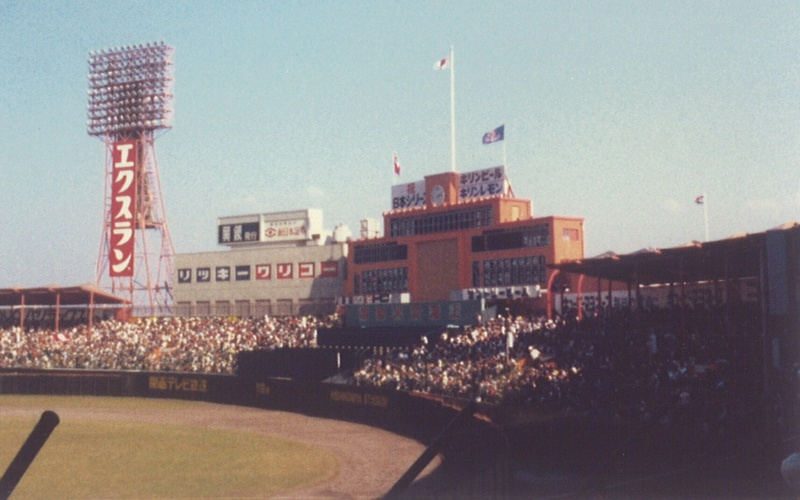
手書きパネル式

### 放送席の配置
ゴンドラ型になっており2階席のすぐ下に位置する。一塁側から順に関西テレビ・ニッポン放送・RFラジオ日本（ラジオ関西）・毎日放送・NHK・ラジオ大阪・朝日放送である。
また、バックネット裏に、放送局（よみうりテレビなど）の札が下げられた座席群も存在していた。

### 西宮第二球場
- 現在の山手幹線道路の南側に設置された。主として阪急 → オリックス二軍（ウエスタン・リーグ）の公式戦、あるいは一・二軍とも事前の練習などに使われた。施設は数度改築されたが野球場としての観客席は設けられなかった。
- 元は球場外園で西側の西宮球技場のサブグラウンド（2面）としても使われていた。メイングラウンドは長軸を南北とするように設けられていたがサブグラウンドは長軸が東西になっており、北側・南側にスタンドも存在したが2面の間には設置されておらず野球場として利用できたと思われる。
- 1951年に毎日オリオンズがこの西宮第二球場でキャンプを行い、隣接した本球場では阪急が練習を行った[7]。
- 戦後開通した名神高速道路が阪急西宮スタジアムの南東をかすめて第二球場の敷地を通ることになった。1966年撮影の空中写真では、休止中の西宮球技場の芝生を内野のようにはがしていたことが確認でき、第二球場は使用停止して球技場を代替として使用していたことが窺える。
- 高速開通後はその東側で使用を再開したと思われるが、航空写真では特に施設を設けたとは思われない。航空写真では1975年に高速道路脇にテニスコートが確認でき、1979年に球場の形や外野の天然芝を確認できるようになっている。
- 特に二軍の試合は、競輪が本球場で行われた場合に公式戦を開催したことが多かった。
- 第二球場の南側にブレーブスの選手寮「集勇館」も併設されていた。
- オリックス・ブレーブスがブルーウェーブへと球団名を変更しフランチャイズ球場を移転した1991年4月をもって機能終了し、合宿所とともに閉鎖された（二軍施設や選手寮はグリーンスタジアム神戸サブ球場とその近接地に移転し、のち大阪市の舞洲に再移転した）。
- 併せて球場・合宿所は解体され、跡地は兵庫県・西宮市・住宅・都市整備公団などに相次いで売却される。1990年代後半にかけて跡地にはそれらの公営住宅が建設され、特に阪神・淡路大震災で自宅を失った世帯に対する震災復興住宅として、その役割を果たした。

## アクセス
- 阪急電鉄（神戸本線・今津線）西宮北口駅南改札口から南東に徒歩3分
- 西日本旅客鉄道（JR西日本）東海道本線（JR神戸線）西ノ宮駅[注釈 5]から阪急バス・阪神バスで7分または徒歩20分
- 阪急バス「西宮北口」停留所から約250m

## 歴史
- 1936年、小林一三の命を受けた当時の阪急軍監督・三宅大輔が、堀尾文人を通してリグレー・フィールドの青写真を取り寄せ、それを参考に設計された[2][8]。
- 1937年5月1日、兵庫県西宮市津門字高松（現在の兵庫県西宮市高松町）に「阪急西宮球場」として開場[2]。阪急軍（→阪急ブレーブス→オリックス・ブレーブス／現:オリックス・バファローズ）の主催試合に限らず、阪神甲子園球場・後楽園球場とともにプロ野球興行に多用された（フランチャイズ制度の正式導入は1952年）。
- 1943年10月28日、金属類回収令による鉄材供出のため、二階席の全てを覆っていた鉄傘を解体。
- 1945年12月5日、戦後初となるボクシングの“復活試合”が行われた。
- 戦時中には後楽園球場で大相撲の本場所が開催された記録があるが、本場所ではないが、立行司29代木村庄之助の著書によると、著者が戦後入門して間もない昭和22年3月、大阪の準場所が阪急西宮球場特設相撲場で行われた。
- 1946年7月26日に行われた大阪タイガース対パシフィック戦は試合時間がわずか55分で、現在でもプロ野球史上最短記録となっている。
- 1946年8月15日、阪神甲子園球場がGHQに接収されていたため、第28回全国中等学校優勝野球大会を阪急西宮球場で開催（8月21日まで）。芝は相当傷んでいたものの、内野が土に改修されるのは1950年代であり、現在のところ内外野総天然芝のグラウンドで行われた唯一の全国大会となっている（後述の1958年の第40回大会時点では内野は土に改修されている）。いわゆる甲子園の土の持ち帰りは、新聞に残っている記録ではこの大会が最初であり、実際には西宮の土である。
- 1946年9月27日、セネタース対ゴールドスター戦で、球場は晴天にもかかわらずセネタースの宿舎が雨だったため、セネタースの選手が球場に揃わなかったことで、日本プロ野球初の放棄試合が宣告された（当日は規定通り、9-0でゴールドスターの勝利）[2]。
- 1946年10月4日、同年5月20日から5月26日に当球場で開催されたパシフィック戦の4試合に対し、没収試合が宣告された。
- 1947年1月、新大阪新聞社の主催で、宇和島から牛を連れてきて闘牛大会が3日間、開催された（後に、井上靖がこの闘牛大会のモデルとして短編「闘牛」を書き、第22回芥川賞を受賞した）。以降、昭和50年代まで、全国各地の牛によって同様の闘牛大会が複数回、行われた[9]。
- 1948年、当時プロ野球を統括していた日本野球連盟によりフランチャイズ制度が暫定導入され、阪急ブレーブスと大陽ロビンスの本拠地球場となる。
- 1949年3月25日、西宮競輪初開催。競輪場としても使用開始[10]。
- 1950年、アメリカ博覧会の一会場となる。
- 1952年にナイター照明設備を完成。当時プロ野球を統括していた日本野球機構によりフランチャイズ制度が正式導入され、阪急ブレーブスの本拠地球場となる。
- 1957年に第1回ミュージカル・ナイターを開催。
- 1958年、第40回全国高等学校野球選手権大会の1回戦から3回戦までを阪神甲子園球場と併催（阪急西宮球場使用は8月9日から8月15日まで）。記念大会として大会出場校が47代表に拡大され、阪神甲子園球場だけでは消化しきれないための措置であった。
- 1959年7月12日、世界で初となる打率表示機が設置される[11]。
- 1960年、プロ野球シーズン開幕前にラッキーゾーンを設置[12]。
- 1960年12月4日、阪神甲子園球場の改修工事によりアメリカンフットボール東西大学王座決定戦『甲子園ボウル』を当球場で代替開催[13]。
- 1963年、第40回大会と同様に第45回全国高等学校野球選手権大会の1回戦から3回戦までを阪神甲子園球場と併催（阪急西宮球場使用は8月10日から8月16日まで）。大会出場校が48代表（北海道が南北2代表）に拡大され阪神甲子園球場だけでは消化しきれないための措置であった。この第45回大会を最後に阪神甲子園球場以外の野球場は使用されなくなった。
- 1965年、スコアボードが中央に大型のカラースクリーン（プロジェクタ方式）を備えた物に改修される。
- 1967年、プロ野球シーズン開幕前に、阪急ブレーブスの選手（当時）であったダリル・スペンサーの要望により、3m前方にラッキーゾーンが移設される。
- 1971年のオールスターゲーム第1戦で江夏豊が9連続奪三振を記録。
- 1972年9月、阪急ブレーブスの福本豊選手が当球場での対南海ホークス戦で当時のシーズン世界最多記録となる105盗塁を達成。その試合で阪急のリーグ優勝も地元で決定し、花を添える。
- 1975年10月、日本シリーズ、当球場での第6戦で阪急ブレーブスが広島東洋カープを下し、4勝2分け0敗の成績でチーム発足40年目で念願の日本一を決め、一塁側スタンドから吊るされたくす玉割り（週刊プロ野球 セ・パ誕生60周年第2号・1975年の日本シリーズを取り上げた記事にその写真が掲載され「阪急日本一」という垂れ幕が掲げられていた）やスコアボードの垂れ幕、グラウンド1周のセレモニーでファンから祝福された。（この後、1977年まで日本一3連覇を決めるが、残り2回は後楽園球場での優勝だった〔読売ジャイアンツ主催〕。従ってこの年の優勝が阪急・オリックス時代を通して西宮球場で唯一の日本一達成の舞台となった）
- 1978年、競輪バンク横置きに対応するため、内野席と外野席を削り、ラッキーゾーン拡張工事実施。外野を人工芝に改修（関西の野球場では初の人工芝導入）。また、銀傘が復活したが、二階席の中央部だけを覆う小規模なものだった。

当時の航空写真　改修前（1975年）→改修後（1979年）
- 1980年10月6日、室内練習場併設の新合宿所が竣工され、阪急ファンである映画監督の浦山桐郎から「集勇館」と名付けられた[14]。
- 1982年、スコアボードの電光掲示化。通称アストロビジョンと呼ばれる大型映像装置も併せて設置された。
- 1982年10月24日、クイーンがHot Space Tourの公演を行った。
- 1983年4月30日、阪急ブレーブスのイベントで福本豊vsバンプ・ウィルスVS競走馬の対決を開催[15]。結果は馬が足を滑らせて、バンプの勝ち[15]。
- 1984年、西武ライオンズ・田淵幸一の公式戦最終試合（阪急対西武戦）。試合終了後阪急・西武両チームの選手から胴上げされる。この試合では田淵が過去に在籍した阪神のファンも多数駆けつけた。阪急の応援演奏を手がける阪急百貨店ブレーブス応援団部は六甲おろしを吹奏して贈った[16]。
- この年阪急は1978年以来の優勝を成し遂げ6年ぶりに阪急西宮球場で日本シリーズ試合が行われた。しかしそれと同時に最後に西宮で開催された年となった。
- 1986年8月31日、阪急対ロッテ戦で史上初の観客動員100万人を達成した。
- 1987年、バックネット側2Fの特別食堂（内野指定席用）を「アストロ食堂」（内野自由席も利用可）としてオープンした。
- 1988年7月、オールスターゲーム第1戦も開催され、高卒新人の代打立浪和義が王監督の期待に応え後の同僚で同試合勝利投手津野浩から初打席初安打。同年10月には、阪急ブレーブスのオリエントリース（現:オリックス）への球団譲渡（及び「オリックス・ブレーブス」への球団名変更）が決まる。最終試合のセレモニーで山田久志、福本豊の阪急黄金期を支えた両選手の引退が公表される。チームはオリックスとなったあとも引き続いて阪急西宮球場をホームグラウンドにすることを発表。内野指定席の座席をブレーブスシートとして改良、内野自由席の大半と外野席はそのまま。

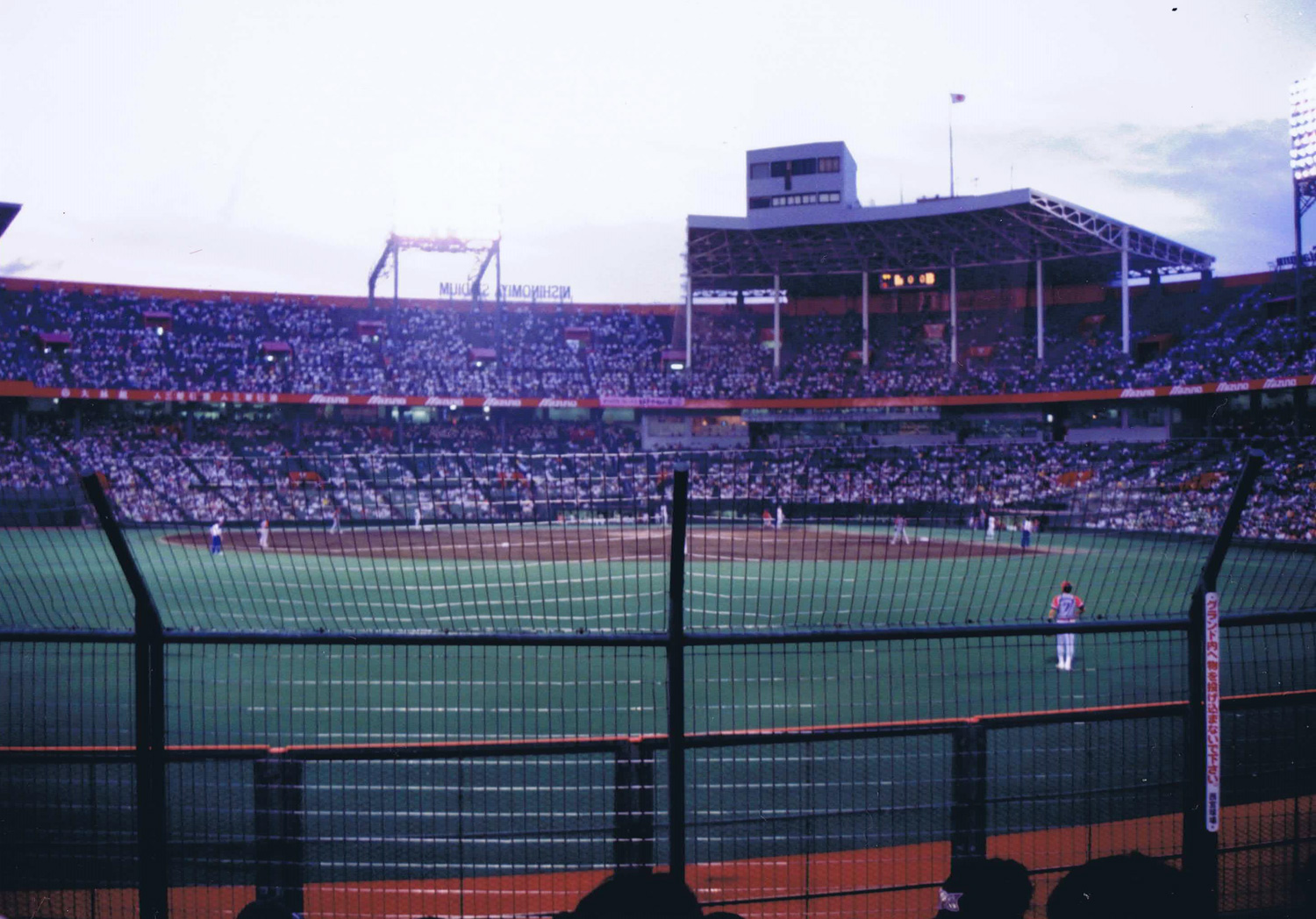
レフト側スタンドから見たグランド全景（1989年）

- 1990年、内野も人工芝に改修され、西日本初のピッチャーマウンド昇降装置も設置。この年限りでオリックス・ブレーブスがグリーンスタジアム神戸（ほっともっとフィールド神戸、同県神戸市）へ本拠地を移転。
- 1990年代前半には、正面入口手前にあった阪急電車の臨時きっぷ売り場が撤去される。
- 1991年から1993年、全国高等学校野球選手権大阪大会の一部試合が開催される。これは大阪球場の野球場としての機能廃止（1990年）に伴い大阪府内が会場不足に陥ったための特例処置である（他に奈良市鴻ノ池球場も使用）。
- 1991年4月1日、「阪急西宮スタジアム」に改称。関西におけるアマ野球、アメリカンフットボールの主会場となる。同年8月24日、当球場では2リーグ分裂後初のセ・リーグの公式戦となる阪神タイガース対中日ドラゴンズ戦が行われる。
- 1992年、ラッキーゾーンを撤去し、両翼101mにまで拡張される。
- 1995年1月17日、阪神・淡路大震災発生。スタンドに直接の被害はなかったが、暫くは広域避難所として活用され、同年3月まではグラウンドも含め敷地内が陸上自衛隊の活動拠点となり、災害復興のため多くのトラックなどが出入りした。
- 1996年7月30日、1957年から毎年夏に開催されたミュージカル・ナイターが開催終了となった（下記の通り1995年は開催中止）。
- 1996年8月24日、阪神タイガース対広島東洋カープ戦を最後[注釈 6]に、プロ野球公式戦での使用終了。
- 1998年、バックスクリーンとスコアボードを撤去し、旧スコアボード跡にガラス張りの競輪の特別観覧席を設置（後述）。なお大型映像装置は競輪運営本部上の配当金掲示板部分に移設する形で取り付けられた。
- 1999年、阪急電鉄から、子会社の阪急アミューズメントサービスが運営委託を受ける。
- 2002年3月8日、西宮競輪最終開催。
- 2002年8月、SMAPがコンサートとして使用する最後の公演を行った。
- 2002年12月31日、競輪開催の廃止や施設の老朽化などを理由に営業を終了。また、近接地にあった、アメリカンフットボールの試合会場として使われた西宮球技場、同じ阪急の系列会社の株式会社コマ・スタジアムが経営していたゴルフ練習場や室内プールも同時に閉鎖・解体された。西宮北口駅にあったスタジアム関連の看板は撤去され、西宮北口の駅名の下に書いてあった「西宮スタジアム前」という文字も削除された。
- 2004年9月1日から始められた解体工事は2005年夏に完了した。
- 2005年11月4日、阪急電鉄が跡地に阪急百貨店を核とする大型複合商業施設の建設を発表。
- 2006年春頃まで、敷地南東端に阪急不動産（当時）が発売した分譲マンションのモデルルームが設けられていた。
- 2008年11月26日、跡地に大型商業施設阪急西宮ガーデンズが開業。

## イベントの開催
コンサート
マイケル・ジャクソン、マドンナ、ボン・ジョヴィ、ヒューイ・ルイス&ザ・ニュース、デュラン・デュラン、クイーン、RCサクセション、サザンオールスターズ、おニャン子クラブ、GLAY、THE YELLOW MONKEY、globe、SMAP、渡辺美里、矢沢永吉、浜崎あゆみ、ゆず、ピンク・レディー等がコンサート時に使用した。隣接するコマのゴルフ練習場（後述）の間から球場内の様子が窺える場所が存在し、そこからコンサートを覗く人も多かった。なお、西宮スタジアムで最後にコンサートを開催したのはSMAPであった（2002年8月開催）。
3000人の吹奏楽
西宮スタジアム内で毎年5月ごろに行われていた、関西テレビ放送主催の日本でも有数のマーチングイベント。西宮スタジアム閉鎖に伴い、以降は大阪ドームにて開催された。
開始当初は「春の吹奏楽」という名称だったが、年々参加団体が増加したことで、「1000人の吹奏楽」→「2000人の吹奏楽」→「3000人の吹奏楽」と繰り返し名称が変更された。また、当初は近隣の阪神地区の学校や団体が多かったが、後に近畿地方一円からの小、中、高、大学の吹奏楽部や自衛隊の音楽隊等が出場するようになった。
会場を大阪ドームに移してからも2018年まで継続して開催されたが、2019年は同年に大阪で開催されたG20の警備上の問題もあり開催見送りとなり、2020年以降も新型コロナウィルス感染症拡大防止の観点から開催が見送られた。2023年に5年ぶりに開催された第59回をもって終了。
キンダーフェスティバル
兵庫県、大阪府の幼稚園児が集まり、一団で踊ったりする運動会（マスゲーム）的なイベント。この模様は主催の関西テレビで放映され、司会進行も同局のアナウンサーが務めた。
西宮スタジアムの閉鎖に伴い、以降は大阪ドームにて開催。2011年をもって終了（36年間・通算35回）。
宝塚歌劇団大運動会
1922年にファンへの感謝を込めて、西宮スタジアムで開催されるようになり、第18回目から、10年ごとに開催されることになった。「花組」「月組」「雪組」「星組」「宙（そら）組」「専科・音楽学校」の6組に分かれ、リレーや綱引き、椅子とりゲームなどを繰り広げた。
当所閉鎖後の2004年度は、大阪城ホールで開催された。
ジャパン・スーパークロス
グラウンドに土を入れ、モトクロス場として「ジャパンスーパークロス（オートバイ・レースのビッグイベント）」も行われた。
ミュージカル・ナイター
近畿管区警察局主催、1957年から毎年夏に開催されていた。1年交代で兵庫県警察と大阪府警察の白バイ隊員による白バイを使ったアクロバット演技や音楽隊によるドリル演奏等を披露。阪神・淡路大震災を機に1995年以降開催中止。

## 西宮競輪場

### 歴史
- 西宮競輪の初開催は1949年3月25日。当時はやぐらの上に木製のパネル120枚を張り合わせた周長300mバンクとして開場。当時のバンクは晩年とは異なり、バックネットからバックスクリーン方向に造成されており、ゴールラインは1塁側内野スタンドの横にあった[3]。また、パネルが安定せず振動で選手の力が極端に奪われることや、落車した時に木のささくれが肌に入り込んで擦過傷がひどいことなどから不評が相次いだと言われている。
- 甲子園競輪場とともに、1964年に廃止されるまで、晩年は他の競輪場では開催に及び腰だった女子競輪を積極的に開催した。
- 1966年、パネルをアスファルトに変更。同年、当時存在した特別競輪（現在のGI相当）「全国都道府県選抜競輪」が開催された（優勝は高原永伍）。
- 1978年、当球場に人工芝が敷設されたことに合わせてバンクを改修。外野の人工芝部分にやぐらを立て、走路を333m（いわゆる「サン・サンバンク」）に延長した（パネルは118枚）。以後、西宮競輪が廃止されるまでこのバンクで開催された[19][20]。
- 震災の影響により震災直後から1995年3月末まで開催を休止したが、同年4月より再開。毎年3月に実施している開設記念競輪（現在でのGIII相当）「阪急ダイヤモンド賞」[注釈 7]は、同年の開催は中止となった。
- 1978年と1984年には特別競輪（現在のGI）「オールスター競輪」が開催された。
  - それ以降は特別競輪の開催はなかったが、1996年2月下旬に、中止となった前年3月の開設記念の代替として「震災復興特別競輪」[注釈 8]が3月の開設記念とは別に開催された。
- 左中間からバックスクリーン寄りの部分には競輪開催のための運営本部と払戻金を表示するための電光掲示板が設置された。競輪以外の時は扉が閉まり、一時期は野球場用の広告看板が掛けられた。1982年に大型映像装置であるアストロビジョンがスコアボードに設置されると、そのアストロビジョンを用いてオッズ表示、レースリプレーの上映を開始した（電光掲示板も併用）。
- 元々野球場のため、スペースの都合で空調完備の特別観覧席の設置が難しく、永きにわたり特別観覧席の設置は見送られてきた[注釈 9]。スタンド観戦では「夏季は暑く冬季は寒い」と観客には不評であり、空調完備の特別観覧席の設置を求める声が強かったことや、観客人員が減少していたこともあり、集客の目玉として、主要な野球の試合が行われなくなった1998年、大型映像装置を競輪の運営本部上部の電光板に代えて設置し、バックスクリーンを取り壊したその跡地に全天候型・ガラス張りの特別観覧席を設置して、競輪場としての顔をより一層充実させた。
- 売り上げは1992年をピークに減少し続け、施行者である兵庫県の外郭団体兵庫県市町競輪事務組合[注釈 10]の赤字経営も災いし、積立金も底を突き出したことから、廃止が取りざたされるようになる。廃止は止む無し、という情勢となったが、ファンのためにと、一転存続を決定する。
- ただ、その後は場内の観戦エリア・発売窓口が限定され、特に3コーナーから4コーナーあたり（レフトスタンド、三塁側スタンドの一部）は立ち入り禁止とされたほか、当時はひと月につき「前節」・「後節」それぞれ3日間ずつ行われていた開催を集中させる（合わせて6日間ないし7日間で連続して開催）など経費削減などの努力もされたが、それでも収支が好転しなかったため、甲子園競輪場とともに、兵庫県市町競輪事務組合が開催を廃止することを決定した。
- 開設記念「阪急ダイヤモンド賞」後節最終日であった2002年3月8日、第11レース決勝戦で村上義弘（当時27歳）が逃げ切り優勝を果たしたのを最後に西宮競輪場としては53年の歴史に幕を下ろし、またその追い討ちを掛けるように球場自体も同年末に閉鎖された。
- 既に清算は完了したが、最終的には黒字であった。

### エピソード
- 当地における競輪開催は、当時は阪急ブレーブスが「弱小球団」であったが故に集客が低迷していた背景[注釈 11]を受け、阪急の総帥である小林一三の発案により実現[注釈 12]することになったのだが[3]、その狙いは見事に当たり、開始当初より常に大入り満員で、プロ野球公式戦より、1日あたりの入場者ははるかに多かった[注釈 13]。そのため、お盆の書き入れ時はブレーブスより競輪の開催が優先されるようになった。これが後年、阪急からオリックスに球団譲渡されたのちオリックス・ブレーブスの本拠地移転の理由の一つにもなった。
- 野球場のフィールド内に設置したバンク故に、各コーナーの傾斜角度が高く、またみなし直線が他の競輪場と比較して極端に短い形態だったため、ルーレット盤の上を選手が高速で走ることに例えてルーレットバンク[22]という異名をとった[注釈 14]。この傾斜角度の大きさが故に、スタンドのどの位置から見ても必ずいずれかのコーナーが死角となっていた。
- また、アスファルトパネルとなってからも、組み立てバンク同士のジョイント（繋ぎ目）部分ではガタガタと音がしており、走り難さは相変わらずであった。中にはこのバンクに相性が良く、西宮競輪ではいい成績を残した選手もいた一方で、トップレーサーの中には「走りにくいから」と、斡旋を極力拒否していた選手もいた。
- 競輪開催日前々日に競走路を組み立て、開催日が終わると解体し、バンクなど一式はレフト外野席後方の敷地内の一角に固めて収められた。ちなみに、組み立て・解体にはそれぞれ約半日を要し、組み立てから解体までの一回の費用は約700万円だった[23]。
- 競輪開催期間中は、一塁側・三塁側とも内野スタンドと外野スタンドの隙間に渡り橋が仮設されており、スタンド間を往来しやすいよう配慮された（晩年はレフト側外野スタンドの部分が閉鎖されたため、三塁側は往来ができなくなった）。
- 西宮競輪としては、開催日は入場料50円（場外発売日は無料）、後に出来た特別観覧席の入場料は2000円だった。
- 前売専用窓口は、1塁側内外野スタンド入場門（概要節にある「在りし日の正面付近」の画像で写っている右側のゲート）を抜けてすぐ右側にあった。前売専用窓口で発売された車券は、それと分かるよう車券のインクは茶色であった。開催日の早朝前売発売（7:30 - 10:00[注釈 15]）では、夏季はアイスコーヒー・アイスティー、それ以外の季節はホットコーヒー・紅茶がサービスされた（晩年に廃止）。ちなみに、毎年1月2日から4日に開催されていた「新春阪急杯」では、場内の湯茶サービスコーナーで特別に昆布茶がサービスされた（通常は緑茶のみ）。特別観覧席では、常に緑茶以外にコーヒー、紅茶、ジュースなども無料で提供された。
- 元日を除く非開催日でも西宮競輪・甲子園競輪の的中車券の払い戻し業務を行っていたが、客はそう頻繁には訪れないので、窓口の女性係員は暇をもてあまし、よく漫画を読んでおり、窓口（室内）には漫画が山積みで置かれていた。[要出典]後に払い戻し業務は自動払戻機により機械化された[注釈 16]。
- 甲子園競輪場とともに「野次がきつい（汚い）競輪場」と言う選手、ライターが見られた[24][25]。
- 1967年は阪急ブレーブスが初のリーグ優勝を果たしたことで、例年ならプロ野球シーズン終了後すぐに10月下旬から開催予定の競輪に合わせてバンクの設置が始まることになっていたが、日本シリーズの開催も決定されたことで、主催の西宮市にも競輪開催の延期を打診するもこれを渋り、最後は関係者が揃って通商産業省に出向いて交渉した末、この年の競輪は11月からの開催で落ち着いた[26]。
- 1990年代のレース実況は、甲子園競輪場と同一で主に中川建治（1989年からレース実況を開始。2022年時点ではいわき平競輪場で担当）が担当した[18]。
- 敢闘門（選手入退場口）がバックストレッチ（スコアボード真下）にあったため、選手は入場してから発走台に着くまで、またレースの後引き上げる際にバンクを半周した。ただ、先頭誘導員は選手との事前接触を避けるため、バックネット側にあった誘導員用控え室から出入りしていた。発走台に選手が着いた後にトラブルなどで発走が遅れるようになった場合は、出場選手は一旦バンクを離れ3塁側ベンチで待機した。
- 1990年代後半まで、毎年正月・お盆の期間の開催は、レースとレースの間隔を空けて、最終レースの発走時刻を16:30（普段は16:10、但し晩年は16:00）に延ばしていた。
- 1998年3月まで、開催当日の深夜にサンテレビにてダイジェスト番組、西宮・甲子園ケイリンアワーが放映されていた。当初は5分番組であったが、後に15分に拡大され最終回まで続いた。開催日の後半レースのダイジェスト（残り2周あたりから）が流され、翌日以降の車券作戦の参考になるよう配慮された。なお、特別競輪開催中で西宮競輪場・甲子園競輪場にて場外発売がなされた日も、当日の特別競輪のレースダイジェストを放映した。
  - 1995年の震災直後は、1月の放映日は過去のレースなどを放映（再放送）、2月と3月の放送予定日は放送休止となった。
- 後年は、SPEEDチャンネルとは別に、CS・ベターライフチャンネルで（甲子園競輪場とともに）全レースとも無料放送を行っていた。
- 2002年3月8日、レース終了後の兵庫県市町事務組合によるお別れの挨拶のあと、地元現役選手たちが外野スタンドに向けて競輪場備品であった競走用ユニフォームを投げ、ファンにプレゼントした。これは甲子園競輪場の最終開催日最終レース後にも実施された。

### 幻のナイター競走
1987年、お盆休みシリーズ（8月）の開催を、実現すれば競輪史上初、公営競技全体でも1986年にナイター開催を開始した大井競馬場に次ぐ2番目となるナイター競走として開催することが計画された。これは通常野球などの試合に使うナイター照明塔6基を使って、通常よりも4時間以上発走時刻を遅らせて、第1競走を夕方の15時台、最終競走を20時台に行うというものだった。
しかし、競輪ファンと会社帰りのサラリーマン、また夏休みということで行楽帰りの利用者とが混在すると混雑が懸念され、ファンの確保が難しいことや警備上の問題などを理由に、結局ナイター競走開催は実現には至らなかった。
一方、1979年に開催された全日本プロ選手権自転車競技大会ではナイター開催が行なわれている。

### 訴訟問題
当場所有者である阪急電鉄は、一方的に賃貸契約を解除されたとして、兵庫県市町競輪事務組合を相手に当初、調停を申し入れたが、同組合がこれに応じなかったため、2004年11月16日、同組合を構成していた19市1町の首長を相手取り、約27億6000万円の損害賠償訴訟を大阪地方裁判所に起こした。
2007年4月27日、一審で、阪急電鉄に対して5億8千万円の損害賠償支払いを命じた判決が下ったことから、同組合構成首長が控訴。二審の判決は2009年1月31日に下り、大阪高等裁判所は、「赤字による撤退はやむを得ない」、「補償措置を講じる信義則上の義務はない」として、一審の判決を全面的に取り消す趣旨の判決を言い渡し、阪急電鉄の全面敗訴となった。その後阪急電鉄側が上告を取り下げたため、二審の判決をもって当訴訟は確定した。

## 阪急商業学園
かつて、阪急百貨店が経営していた企業内教育施設。1957年、将来の優秀な社員を育成する目的で設立された。同学園の入学者は全員、阪急少年音楽隊として吹奏楽活動を行い、学園を卒業後は阪急百貨店に就職することになっていた。球場の5階と6階に教室・職員室があった。校内の規律は厳しく、学生服の襟は閉め、生徒の喫茶店利用は禁止だった。マーチングは第二球場で練習し、ナイターがない日は放課後に球場スタンドで練習できた。
クリスマスの阪急グランドドームでのコンサート等の阪急百貨店の行事のほか、各種イベント、ラジオ、コンサートに出演し吹奏楽ファンのみならず、一般客からも人気を博した。
当初から長らく男子校だったが、1997年度から女子のみの入学となり最末期は女子校となった。それに伴い愛称も阪急少年音楽隊から阪急商業学園ウィンドバンドに変更になった。
その後、阪急百貨店が学園運営から撤退し、2004年度からは高卒資格取得のための連携校だった向陽台高等学校が吹奏楽コースを新設し、向陽台高等学校ウィンドバンド（後述のリンクを参照）として継承され、2009年度からは、同法人の早稲田摂陵高等学校に移管され、早稲田摂陵高等学校ウィンドバンドとして再出発した。学園が阪急百貨店と球場を離れるのを機に、2004年にOBと在校生150人による記念演奏会がグラウンドで開催された。
阪急商業学園時代は音楽を主体にしていた学校であったため、規定により全日本吹奏楽コンクールに出場することができなかった。2004年に向陽台高等学校へ継承されてからは高等学校部門として全日本吹奏楽コンクールに出場できるようになった。

## コマスイミングスクール・コマスポーツセンター・西宮コマゴルフ練習場
西宮スタジアムの敷地内の一部、西から南西角にかけて、コマスイミングスクール・コマスポーツセンター・西宮コマゴルフ練習場が存在した。これらはいずれも新宿コマ劇場を経営していた株式会社コマ・スタジアムの経営だった。
スイミングスクールとスポーツセンターは、元々ボウリングブームの最中に作られたボウリング場だったが、ブームが去った後にボウリング場を閉鎖、1977年4月オープンのスイミングスクール、同年7月オープンの西宮コマスポーツセンターに転用された。ボウリング場時代の建物をそのまま利用したため、非常に不思議な外見をしていた。
これらは、スタジアム解体に合わせて2003年3月に閉場、後に解体された。スイミングスクールとスポーツセンターは同じ建物内で行われており、特にスイミングスクール（ジェイエスエス）は、近所の子供たちの多くが通っており、ニチイ西宮店（のちの西宮サティ）内にあった「ピープル」との生徒集めの競争化が起こっていた。
西宮コマゴルフ練習場は、それらに先駆けて1973年にオープン。スポーツセンター南側に来客者用駐車場を挟んで、その南に存在した。土日などは多く利用者があった。
閉鎖されのち解体作業が行われている中、「西宮に映画館を作ろう」というスローガンのもと活動していた団体・シネギミックにより、「ファイナル・コマ・シネマ」と題し、西宮コマスイミングスクール内にて一日のみ映画を上演した。西宮市は現在中核市に指定されているほど人口規模の大きい街であるが、当時の西宮市には映画館が1件もなかった。この団体が活動目標としていた「西宮市内の映画館開設」（厳密には復活）は、球場跡地で2008年にオープンした阪急西宮ガーデンズ内に開業した「TOHOシネマズ西宮OS」によって実現している。